# Бояри
Боя́ри — збірна назва представників правлячого стану у Київській Русі та середньовічній Україні, які займали друге, після князів, панівне становище в управлінні державою. Бояри — старші чи нарочиті (тобто, свідомі) дружинники князя.
Щодо походження терміна бояри висловлюються різні думки. Одні дослідники виводять його від старослов'янського «бой» (воїн, лицар, бойовик, військовий). Тут можна згадати і плем’я боїв-бойків і споріднених з ними баварців (самоназва «boar»/«бояр»), яких в часи Старої, Святої, Княжої Русі було немало серед служивих, дворових, військових людей Князівств Slavia Orthodoxa, про що свідчить і одне з найпопулярніших на теренах Народної, Козацької України в Європі прізвищ Бойко.
Також це слово виводять від «болій» (великий) або від тюркського «бояр» (вельможа, багатий муж), ще інші від староісландського boaermen (знатна людина, а знать тоді зазвичай складалась з військових), що з іншого боку дозволяє припустити і зворотній напрямок запозичень - з (церковно)слов’янської, (старо)руської мови в усі вищенаведені.  
У сучасному вигляді слово має ймовірно (царсько)болгарське походження: болгари часів їх взаємодії з Царською Ромеєю мали розвинену титулатуру, і найвищий ранг боїл (множина боїляр, боляр) відповідав ромейському патрикію. Боярин на Русі означав переважно старшого дружинника, тоді як гридь — молодшого. В українській традиції «бояр» у післякиївську добу означав підневільного Князю або Воєводі військового слугу, на Московщині ці слуги формували вище коло князівського оточення, представник якого звався «боярин».

## Бояри за Київської Русі
Виникнення боярства на Русі відноситься до епохи розкладу родоплемінних відносин у слов'янських племен (6—9 ст.). У період утворення Київської держави бояри поділялися на дві великі групи:
1. земські бояри (старці градські) — нащадки родоплемінної знаті, що становили верхівку тогочасного суспільства; «старці градські», котрі раніше були елітою родоплемінного суспільства, увійшли до ради при київському князі, яка вирішувала важливі питання державного життя (релігійні, законодавчі тощо)[2].
2. княжі бояри — представники верхівки княжої дружини (на відміну від гриді) та урядники його двору.

У 11 ст. відбувається злиття обох груп боярства. Бояри були васалами князя, зобов'язаними служити у його війську за право володіння земельними наділами. Одночасно вони користувалися так званим правом від'їзду, тобто могли переходити від одного князя до іншого без втрати своїх земель. У часи Київської держави бояри не були замкнутим станом, були випадки, коли до їхнього середовища потрапляли представники міщан, духовенства і навіть селянства (смердів). В епоху роздрібненості посилилась економічна могутність бояр, зросло їх політичне значення.
У Галицько-Волинському князівстві впродовж 12—13 ст. вони брали участь у всіх державних справах і неодноразово були керівниками антикнязівських виступів (наприклад, Костянтин Сірославич, Володислав Кормильчич). Дещо меншим був вплив бояр на політичне життя Київського, Чернігово-Сіверського, Переяславського та інших князівств.
Бояри займали найважливіші посади при княжому дворі. З їх середовища призначалися двірські (управителі княжим господарством), скарбники, печатники (держателі княжої печатки), мечники, стольники та інші. Вони очолювали обласну адміністрацію — були княжими посадниками та тисяцькими. Найбільш заслужені і найзнатніші бояри входили до складу Боярської ради, що була дорадчим органом при князі.

## Бояри за часів Речі Посполитої
Після переходу українських земель під владу Великого Князівства Литовського та Королівства Польського основна частина бояр перейшла на службу до великих князів литовських та польських королів і була включена до шляхетського стану. Середньо- і малозаможні бояри втратили частину своїх привілеїв і перетворилися на військових слуг, урядників та інших, що служили панам та князям на правах ленної залежності. За часів Польсько-Литовської держави вище боярство прибрало назву панів, або земян, а стара назва — бояри залишилася при дрібних боярах. Нижчий прошарок боярства разом з дрібною шляхтою впродовж тривалого часу боровся проти засилля панів. Ця боротьба закінчилась у 16 ст. формальним зрівнянням у правах всіх представників шляхти, наприклад, при виданні Литовських Статутів 1529 і 1566 рр. і за часів литовсько-польської унії дрібні бояри правно зрівнялися із заможною шляхтою і здобули право судитися в шляхетських земських судах нарівні з панством. Такий стан зберігся на українських землях під польсько-литовською владою до кінця 18 ст. Рештки українських бояр-шляхти, що перейшли на службу до козацької держави — Війська Запорізького, набули тих прав, які давала служба в козацькому війську, без огляду на їх родовід. Частина збіднілих бояр в часи формування і розвитку українського козацтва поповнювала його ряди, з їх середовища походила значна частина керівників козацьких рухів у 16—17 ст.

## Бояри в Московській державі

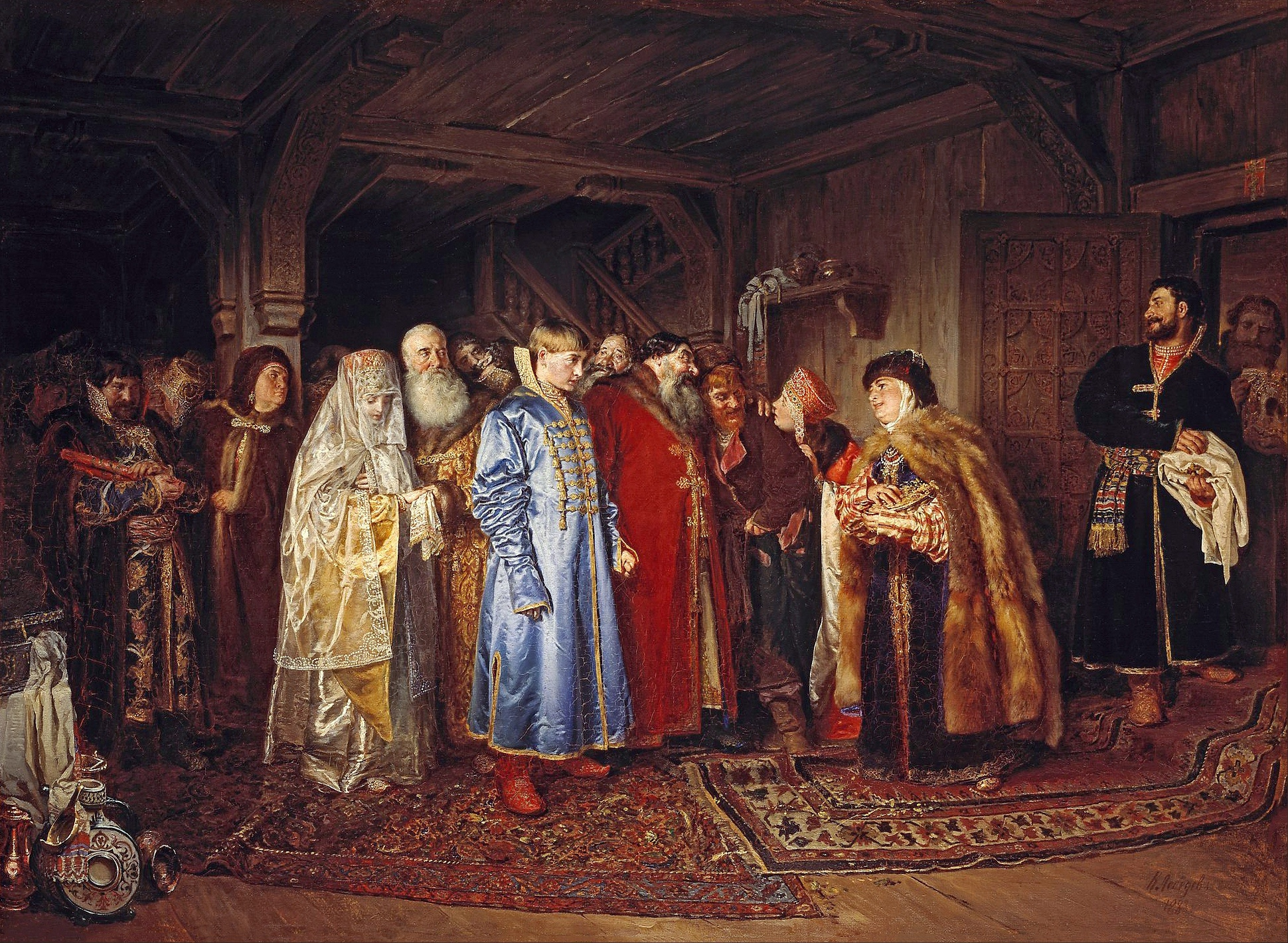
«Боярське весілля», К. В. Лебедєв (1883)

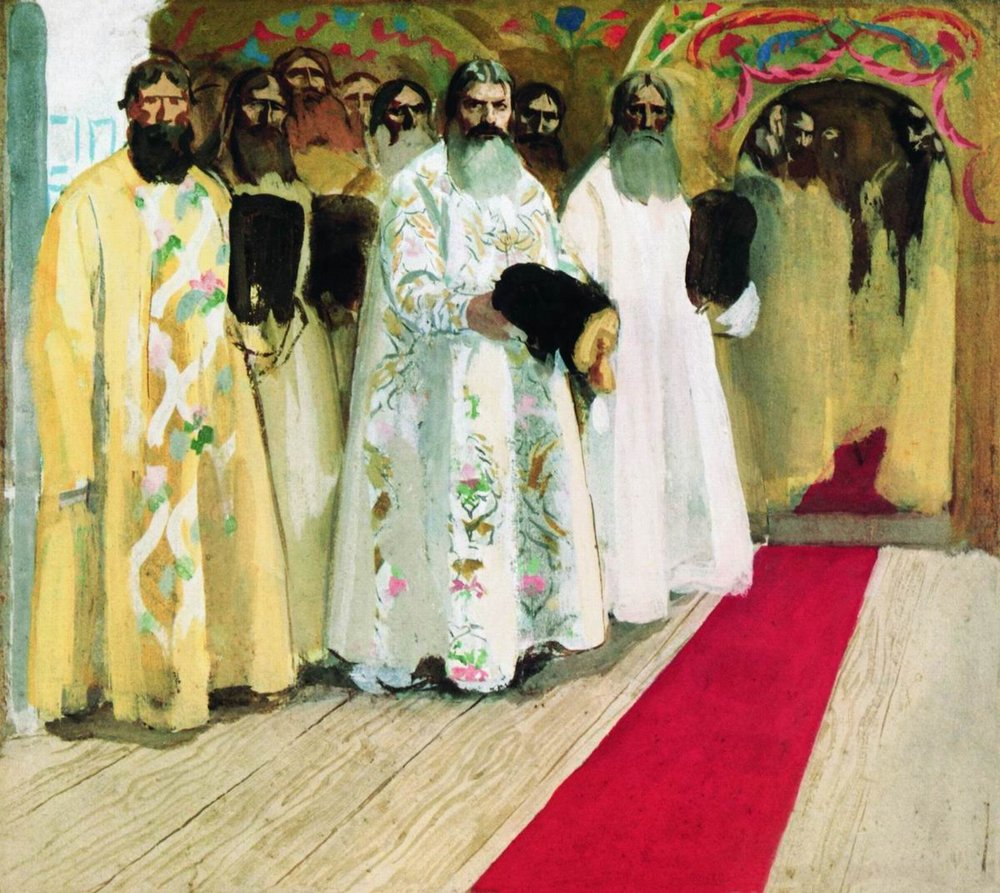
«Очікування виходу царя» Андрій Петрович Рябушкин. Чим вища горлатна шапка, тим вищий статус.

Протягом 15—17 ст. бояри були представниками правлячої верхівки у Московській державі. Вони перетворилися на замкнутий стан, який претендував на панівну роль в урядуванні, що провокувало репресії з боку московських великих князів (з 1547 — царів). Так, за Івана IV (1533—1584) під час так званої опричнини було знищено або заслано значне число бояр, речників найзначніших і найбагатших родів. Згодом, боярами стали іменуватися служилі люди вищого розряду, що входили до складу Боярської думи. Формально титул боярина не скасовано, але з початку 18 ст. не було випадків нагородження цим титулом.

## Боярство на українських землях в складі Молдови
У Молдові, а також на українських землях, що знаходилися в її складі (див. Буковина) боярами називали великих землевласників. Боярство тут сформувалося у 13—14 століттях і протягом наступних століть відігравало провідну роль у політичному житті регіону, проводило активну румунізацію українських земель. Особливо масштабним цей процес був у 1918—1940, коли фактично була припинена політична та культурно-просвітницька діяльність українського населення. У результаті включення Північної Буковини до УРСР у 1940 боярство було ліквідоване. У 1945 році така ж доля його спіткала у Румунії.